# Addotto di Meisenheimer
Un addotto di Meisenheimer (anche noto come complesso di Meisenheimer oppure complesso di Jackson-Meisenheimer) è un addotto che si ottiene da una reazione di chimica organica tra un nucleofilo e un arene recante un gruppo elettronattrattore. Questo genere di complessi è un intermedio reattivo delle reazioni di sostituzione nucleofila aromatica, tuttavia esistono e sono stati isolati anche dei sali di Meisenheimer.

## Contesto
I primi studi su questo tipo di complessi risalgono alla fine dell'Ottocento. Nel 1886 il chimico Janovski osservò un intenso colore violetto dopo aver mescolato il meta-dinitrobenzene con una soluzione alcolica di basi. Nel 1895 Cornelis Adriaan Lobry van Troostenburg de Bruyn studiò la natura di una sostanza rossa che si formava per reazione del trinitrobenzene con l'idrossido di potassio in metanolo. Nel 1900 Jackson e Gazzolo fecero reagire il trinitroanisolo con il metossido di sodio, proponendo una struttura chinoide per il prodotto di reazione.
Nel 1902 Jakob Meisenheimer, invece, osservò che acidificando il prodotto di reazione si poteva recuperare il reagente di partenza.
Con tre gruppi elettronattrattori (EWG), la carica negativa nel complesso è localizzata su uno dei nitro gruppi, secondo il modello "chinoide". Nei composti aromatici meno elettronpoveri, invece, la carica è delocalizzata su tutto l'anello (la struttura sulla destra nello schema in alto).
In uno studio un aromatico di Meisenheimer (il 4,6-dinitrobenzenfurossano) è stato fatto reagire con un aromatico elettrondonatore (l'1,3,5-tris(N-pirrolidinil)benzene) formando un complesso zwitterionico noto come complesso di Meisenheimer-Wheland.
La struttura di questo composto fu poi confermata tramite spettroscopia NMR.

## Reazione di Janovski
La reazione di Janovski è una reazione tra l'1,3-dinitrobenzene e un chetone enolizzabile per formare un addotto di Meisenheimer. La reazione prende il nome dal suo scopritore, il chimico ceco Jaroslav Janovski (1850-1907).

## Reazione di Zimmermann
Nella reazione di Zimmermann l'addotto di Janovski è ossidato con un eccesso di base per formare un enolato molto colorato. Successivamente si procede con una riduzione del dinitro composto per formare una nitro-ammina aromatica. Questo processo è alla base del test di Zimmermann per verificare la presenza di chetosteroidi in un campione.